# مارلون برومز
مارلون برومز (انگلیسی: Marlon Broomes؛ زادهٔ ۲۸ نوامبر ۱۹۷۷) بازیکن فوتبال اهل بریتانیا است.
از باشگاه‌هایی که در آن بازی کرده‌است می‌توان به باشگاه فوتبال شفیلد ونزدی، باشگاه فوتبال استوک سیتی، باشگاه فوتبال کویینز پارک رنجرز، باشگاه فوتبال بلکبرن روورز، باشگاه فوتبال آلترینچام، باشگاه فوتبال سوئیندون تاون، باشگاه فوتبال پرستون نورث اند، باشگاه فوتبال کرو آلکساندرا، باشگاه فوتبال کلیترو، باشگاه فوتبال ترانمره راورز، باشگاه فوتبال بلکپول، و باشگاه فوتبال گریمزبی تاون اشاره کرد.
وی همچنین در تیم‌های ملی فوتبال زیر ۲۰ سال انگلستان و زیر ۲۱ سال انگلستان بازی کرده‌است.